# Thyrostipa chekiana
Thyrostipa chekiana är en fjärilsart som beskrevs av Max Wilhelm Karl Draudt 1950. Thyrostipa chekiana ingår i släktet Thyrostipa och familjen nattflyn. Inga underarter finns listade i Catalogue of Life.